# 徐兵河
徐兵河（1958年2月—），男，中国医学家，毕业于北京协和医学院。中国医学科学院肿瘤医院主任医师、教授、博士生导师，中国工程院院士。